# Пейн, Марита
Марита Пейн-Уиггинс (англ. Marita Payne-Wiggins; род. 7 октября 1960) — канадская легкоатлетка, специализировавшаяся на спринтерских дистанциях. Является двукратным серебряным призёром Олимпийских игр 1984 года в эстафетах 4x100 и 4x400 м.

## Ранние годы
Родилась на Барбадосе и провела раннее детство в Крайст-Чёрч, Барбадос. В детстве её родители, Ина и Кларенс Пэйн, переехали в Нью-Йорк, чтобы учиться и работать, оставив её на Барбадосе. В 1970 году, когда ей было девять лет, она воссоединилась со своими родителями, и семья поселилась в Торонто, Онтарио, а затем в Конкорде, Онтарио. Она училась в Университете Vaughan Road Academy в Торонто, где проявила себя спринтером, став чемпионом провинции Онтарио в беге на 100 и 200 метров в 1979 году.
В 1980 году она поступила в Университет штата Флорида, где выступала за команду по легкой атлетике, в 1984 году окончила учёбу. 21-кратная чемпионка NCAA All-American, она была национальной чемпионкой на 400 метров в 1982 и 1984 годах, чемпион страны в эстафете 4×100 м в 1981, 1983 и 1984 годах, чемпион страны в эстафете 4×200 м в помещении в 1981 году и чемпион страны в эстафете 4х400 метров в 1983 и 1984 годах. Познакомилась со своим мужем, Митчеллом Уиггинсом, в Университете штата Флориды, когда он играл за баскетбольную команду.

## Карьера
Начала выступать за Канаду на Панамериканских играх 1979 года, где она выиграла бронзовую медаль в эстафете 4х400 метров. В 1981 году она была членом Американской эстафетной команды 4×400 метров, взяла бронзу на чемпионате мира IAAF в Риме. В следующем году на Играх Содружества она выиграла серебряную медаль с канадской командой в эстафете 4х100 метров и была полуфиналисткой на 400 метров.
Завоевала серебряную медаль на дистанции в 200 метров на Универсиаде 1983 года и помогла Канаде выиграть серебряные медали в эстафетах 4×100 и 4×400 метров. В том же году она выиграла серебряную медаль в эстафете 4х400 метров на Панамериканских играх. Двумя неделями ранее она участвовала в первом Чемпионате мира. На чемпионате, проводившемся в Хельсинки, она финишировала пятой на дистанции 400 метров — лучшее выступление неевропейской спортсменки в этой дисциплине, побив существующий рекорд Содружества наций (время 50,06). Она также объединилась со своими канадскими соотечественниками в эстафетах 4×100 и 4×400 метров, где они заняли пятое и четвёртое места в финале.
На летних Олимпийских играх 1984 года, проходивших в Лос-Анджелесе, она выиграла серебряную медаль в эстафете 4×400 метров со своими товарищами по команде Чармейн Крукс, Джиллиан Ричардсон и Молли Киллингбек. Она также соревновалась со своими коллегами по команде Анжелой Бейли, Анджелой Тейлор-Иссаженко и Франсом Гаро в эстафете 4х100 метров, в которой команда также выиграла серебряную медаль. Она финишировала четвёртой в индивидуальной гонке на 400 метров, установив новый канадский рекорд (49,91).
Она помогла канадской команде выиграть золотую медаль в эстафете 4×400 метров и финишировала четвёртой в индивидуальной гонке на 400 метров на Играх Содружества 1986 года. В 1987 году она выиграла свою вторую серебряную медаль в эстафете 4х400 метров на Панамериканских играх. Несколько недель спустя она вышла в полуфинал на дистанции 400 метров на Чемпионат мира по лёгкой атлетике 1987 года и вместе с Круксом, Киллингбеком и Ричардсоном вывела Канаду на четвёртое место в эстафете 4×400 метров. Команда воссоединилась на летних Олимпийских играх 1988 года в Сеуле, но не смогла финишировать в финале эстафеты. Она была полуфиналисткой в индивидуальной гонке на 400 метров. Вскоре после Олимпийских игр она ушла из легкой атлетики.
Она была введена в Зал славы Университета штата Флориды в 1991 году. Десять лет спустя она была включена в Зал спортивной славы Канады.
Город Вон, Онтарио, назвал парк в её честь. Парк Мариты Пейн, расположенный в Конкорде, где она выросла, также находится в нескольких минутах ходьбы от нынешнего места жительства её семьи в Воне.

## Личная жизнь
Замужем за бывшим игроком НБА Митчеллом Уиггинсом. Их сын Эндрю был выбран первым на драфте НБА 2014 года командой Кливленд Кавальерс. Затем его обменяли в «Миннесоту Тимбервулвз». В настоящее время он играет за Голден Стэйт Уорриорз. У них есть два других сына, Ник, который играл в баскетбол за Wichita State Shockers и Mitchell II, и три дочери: Стефани, Анжелика и Тая. С 2002 года семья проживает в Вогане.